# ليديا جيبرسون
ليديا جيرترود جيبرسون (1 يونيو/حزيران 1899- 7 أبريل/نيسان 1994) طبيبة نفسية ولدت في كندا. وظفتها شركة متروبوليتان لايف للتأمين في نيويورك عام 1931 حتى تقاعدها عام 1960. كانت المرأة الأولى التي تتولى منصب مدير عام مساعد في الشركة.

## حياتها المبكرة وتعليمها
ولدت ليديا جيبرسون في باث، نيو برونزويك، كندا. ارتادت جامعة ألبيرتا في إدمنتون في المرحلة الجامعية الأولى، وفي عام 1928 تخرجت في كلية الطب بجامعة مكجيل في مونتريال، كيبك. وبدأت كطبيبة مقيمة في اختصاص الأعصاب في معهد أعصاب نيويورك، وتابعت دراساتها العليا في الطب النفسي في مشفى إيما بيندلتون برادلي في بروفيدنس الشرقية، رود آيلاند.

## مسيرتها المهنية
بدأت ليديا جيبرسون عملها في شركة ميتروبوليتان لايف للتأمين كطبيبة نفسية عام 1932. حيث كانت الشركة في عام 1922 هي الشركة الأمريكية الأولى التي توظف طبيبا نفسيا بدوام كامل، وكانت جيبرسون الشخص الثالث والامرأة الثالثة التي تتولى هذه الوظيفة. كانت أوغستا سكوت الطبيبة النفسية في الشركة منذ عام 1922 حتى 1926، وتبعتها آن ت. بينغهام التي توفت عام 1932.
بعدها انتقلت ليديا من القسم الطبي للشركة إلى قسم الموظفين، وخلال الحرب العالمية الثانية عملت كمشتشارة في دائرة الصحة العامة الأمريكية ومكتب إدارة الطوارئ. وقبل تقاعدها بوقت قصير عام 1960 غدت ليديا المرأة الأولى في شركة متروبوليتان التي تتولى منصب مدير عام مساعد، الإنجاز الذي مكنها من اكتساب لقب امرأة العام العاملة المميزة في ولاية نيويورك.
نشرت ليديا خلال عملها في الشركة 70 مقالاً صحفياً وفصلاً من كتاب. ونظمت الندوة الأولى لجمعية الطب النفسي الأمريكية التي عقدت عام 1939 عن الطب النفسي الصناعي. وهي من ابتكرت مفهوم «الإسعاف الأولي العاطفي» كتدخل علاجي للموظفين الذين يعانون من مشاكل عاطفية ثانوية نسبياً. وفي كلمة في مؤتمر الطب الصناعي في نيويورك عام 1953، نقل عن ليديا قولها بأنها لا تعتبر «الطب النفسي الصناعي علما بالمعنى الدقيق، بل (محطة إسعاف أولي عاطفي)» وكان هذا المفهوم لاحقاً أساساً بنى عليه ممارسين ومنظرين آخرين، وكان هاري ليفنسون من بينهم. كانت ليديا الامرأة الأولى التي تتولى وظيفة نائب رئيس التحرير في دورية الطب النفسي الصناعي، والامرأة الأولى التي تنال زمالة الجمعية الأمريكية للطب الصناعي. تحفظ أوراقها البحثية في أرشيف جامعة كاليفورنيا، سان فرانسسكو.

## حياتها اللاحقة
تقاعدت ليديا جيبرسون عام 1960 هي وزوجها واستقرّا في سانتا باربرا، كاليفورنيا؛ وانتقلت بعد وفاة زوجها عام 1967 إلى المجمع السكني المغلق للمتقاعدين ليجر ورلد في غابات لاجونا في كاليفورنيا، حيث أصبحت قائدة محلية في المجمع، مقدمة خدماتها في اللجان والمجالس ومترأسة مبادرات المجمع كمبادرة «وجبات على عجلات» و «الأبوة المدروسة». توفت ليديا في أورانج، كاليفورنيا في 7 نيسان 1994.